# Адамич, Эмил
Эми́л Ада́мич (словен. Emil Adamič; 25 декабря 1877, Добрава, Австро-Венгрия, ныне Доброва, Словения — 6 декабря 1936, Любляна, Словения) — словенский композитор, дирижёр, музыкальный критик и педагог.

## Биография
Родился в семье Августа Адамича (1843–1915) и Катарины Брус Адамич (1854–1915). В 1879 году семья Эмиля Адамича переехала из Добравы в Лайбах . Отец учил его теории музыки, гармонии и фортепиано. В возрасте семи лет он пел в церковном хоре Святого Петра, которым руководил его отец. Учился в консерваториях Триеста и Лайбаха (Любляны). Преподавал музыку в педагогическом училище и гимназии в Лайбахе (Любляне).  Из-за  проблем со здоровьем (частичная глухота) ему был предоставлен отпуск по болезни на полгода, а затем был предоставлен учебный отпуск, который он проводил в поездках по Словении, Боснии и на побережье Адриатического моря, где записывал народные песни словенских и югославских народов . Во время Первой мировой войны служил в австрийской армии, попал в плен и в 1915—1920 годах пребывал в Ташкенте. По возвращении на родину преподавал и дирижировал в Любляне. В своих сочинениях обращался к музыкальному фольклору. Писал песни, музыку к спектаклям и фильмам. Обрабатывал народные песни. Написал более 1000 произведений.

## Сочинения
- оркестровая сюита «Татарская» / Tatarska (1920)
- оркестровая сюита «Из моей юности» / Iz moje mladosti (1922)
- струнная сюита «Люблинские акварели» / Ljubljanski akvareli (1925)
- оркестровая сюита «Отроческая»
- оркестровая сюита «Детская»
- оркестровая сюита «Серенада»
- оркестровая сюита «Забытый танец»
- скерцо «Затоптанный» / Potrkan ples
- «Три туркестанские любовные песни» для камерного оркестра / Tri turkestanske ljubavne pesmi (1917)
- хорал «Невеста Дьявола» / Vragova nevesta (1925)
- хорал «Смерть царя Самуила» / Smrt carja Samuela (1934)